# 쇼니 다다스케
쇼니 다다스케(少弐 直資)는 일본 난보쿠초 시대의 무장이다. 쇼니씨(少弐氏) 7대 당주로 쇼니 요리히사(少弐頼尚)의 장남이다.

## 생애
조와(貞和) 6년/간노(観応) 원년(1350년) 10월 무렵에는 아버지 요리히사(頼尚)가 다자이노쇼니(大宰少弐)에서 지쿠고노카미(筑後守)로 이름을 바꾸고 다자이노쇼니의 이름은 적자였던 다다스케가 넘겨받았는데 『원태력』(園太暦) 조와 4년 8월 11일조에는 「다자이노쇼니(大宰少貮) 후지와라노 요리타카(藤原頼喬)　지쿠고노카미(筑後守) 후지와라노 요리히사(藤原頼尚)」(大宰少貮藤原頼喬　筑後守藤原頼尚)라고 되어 있어 이 단계에서 이미 요리히사가 「다자이노쇼니」라는 이름을 넘겨주었음을 알 수 있다. 따라서 여기서 보이는 요리타카가 바로 훗날의 다다스케이고, 또는 개명한 뒤에 「다다」(直)라는 이름자를 쇼군 다카우지(尊氏)의 서자로써 요리히사의 사위이기도 했던 아시카가 다다후유(足利直冬)로부터 받은 것으로 생각되고 있다. 또한 이미 『태평기』(太平記) 권33의 「기쿠치 합전」(菊池合戦事)조에는 「대장(大将) 다자이노 지쿠고노카미 요리히사(大宰筑後守頼尚)와 그 자식 지쿠고 신노쇼니 다다스케(筑後新少弐忠資)」(大将大宰筑後守頼尚, 子息筑後新少弐忠資)라는 기술이 보이고 있어, 「다다」(忠)와 음이 통하는 글자를 잘못 표기한 것으로 「直」라는 글자가 일본어로 「다다」(ただ)라고 읽히고 있었음을 엿볼 수 있다.
앞에서 언급한 대로 요리히사로부터 쇼니 씨의 가독을 넘겨받은 것으로 보이나, 『태평기』 권33의 같은 기사에서 언급하고 있듯이 엔분(延文) 4년/쇼헤이(正平) 14년(1359년)에 남조측과 벌인 지쿠고 강 전투(筑後川の戦い, 오호바루 전투大保原の戦い)로 기쿠치 다케미쓰(菊池武光) 등 세이세이쇼군(征西将軍)의 세력에 패하고 전사하였다. 『손피빈먀쿠』(尊卑分脈) ・ 『계도찬요』(系図纂要) 등의 계도류 사서에서는 요리쿠니(頼国), 요리오키(頼興)라는 두 아들의 이름이 기재되어 있고, 요리쿠니에 대해서도 토사(討死) 즉 전장에서 죽었다고 전하고 있다. 다다스케가 죽은 뒤 쇼니 씨의 가독은 동생 후유스케(冬資)가 이었는데, 후유스케는 북조측의 이마가와 료슌의 밀계에 의해 모살되었다.

## 참고 자료
- 山口隼正『南北朝期九州守護の研究』（文献出版、1989年）
- 阪田雄一「足利直義・直冬偏諱考」（所収：國學院大學地方史研究会機関誌『史翰』21号、1994年）
- 『大日本史料』

| 전임 쇼니 요리히사 | 제7대 쇼니씨 당주 | 후임 쇼니 후유스케 |